# Правильный 6-симплекс
| Правильный 6-симплекс | Правильный 6-симплекс          |
| --------------------- | ------------------------------ |
|                       |                                |
| Тип                   | Правильный шестимерный политоп |
| Символ Шлефли         | {3,3,3,3,3}                    |
| 5-мерных ячеек        | 7                              |
| 4-мерных ячеек        | 21                             |
| Ячеек                 | 35                             |
| Граней                | 35                             |
| Рёбер                 | 21                             |
| Вершин                | 7                              |
| Вершинная фигура      | Правильный 5-симплекс          |
| Двойственный политоп  | Он же                          |

Правильный 6-симплекс, или правильный гептапетон, или просто гептапетон, или гепта-6-топ, или хоп - это правильный самодвойственный шестимерный политоп. Имеет 7 вершин, 21 ребро, 35 граней - правильных треугольников, 35 правильнотетраэдрических ячеек, 21 пятиячейниковых 4-ячеек и 7 5-ячеек, имеющих форму правильного 5-симплекса. Его двугранный угол равен arccos(1/6), то есть примерно 80.41°.

## Координаты
Правильный 6-сипмлекс можно разместить в Декартовой системе координат следующим образом (длина ребра тела равна 2 и центр приходится на начало координат):
{\displaystyle \left({\sqrt {1/21}},\ {\sqrt {1/15}},\ {\sqrt {1/10}},\ {\sqrt {1/6}},\ {\sqrt {1/3}},\ \pm 1\right)}
{\displaystyle \left({\sqrt {1/21}},\ {\sqrt {1/15}},\ {\sqrt {1/10}},\ {\sqrt {1/6}},\ -2{\sqrt {1/3}},\ 0\right)}
{\displaystyle \left({\sqrt {1/21}},\ {\sqrt {1/15}},\ {\sqrt {1/10}},\ -{\sqrt {3/2}},\ 0,\ 0\right)}
{\displaystyle \left({\sqrt {1/21}},\ {\sqrt {1/15}},\ -2{\sqrt {2/5}},\ 0,\ 0,\ 0\right)}
{\displaystyle \left({\sqrt {1/21}},\ -{\sqrt {5/3}},\ 0,\ 0,\ 0,\ 0\right)}
{\displaystyle \left(-{\sqrt {12/7}},\ 0,\ 0,\ 0,\ 0,\ 0\right)}